# Premi Nacional d'Arquitectura i Espai Públic
El Premi Nacional d'Arquitectura i Espai Públic formà part dels Premis Nacionals de Cultura i va ser concedit entre 2005 i 2012 anualment per la Generalitat de Catalunya, reconeixent la trajectòria professional de cada guardonat en la seva categoria i amb una dotació de 18.000 euros.
El premi era designat per un jurat encapçalat pel Conseller de Cultura i és atorgat en una cerimònia realitzada el mes de setembre presidida pel President de la Generalitat, conjuntament amb la resta de Premis Nacionals de Cultura.
Aquesta categoria es concedí per primera vegada el 2005, formant part fins aleshores del Premi Nacional de Patrimoni Cultural, i reconeixent a partir d'aquest moment una tasca diferenciada entre les dues categories. A principis d'abril de 2013 es va fer públic que el Govern de la Generalitat de Catalunya reduïa els premis Nacionals de Cultura de 16 a 10 guardonats, i n'abolia les categories, creant un sol guardó de Premi Nacional de Cultura, amb la intenció de "tallar el creixement il·limitat de categories".

## Guanyadors
El Premi Nacional d'Arquitectura i Espai Públic es va atorgar a:
- 2005 — RCR Aranda, Pigem i Vilalta arquitectes
- 2006 — Josep Antoni Llinàs i Carmona
- 2007 — Daniel Freixes i Melero (pel Museu de les Mines de Gavà)
- 2008 — Carme Pinós i Desplat
- 2009 — Josep Quetglas Riusech
- 2010 — Esteve Bonell i Costa
- 2011 — Joan Busquets i Grau[3]
- 2012 — Josep Bunyesc